# Poder duro
Poder duro (en inglés: Hard power) es un concepto principalmente utilizado en las relaciones internacionales, y que se refiere al poder nacional radicado en los medios militares y económicos. Esta forma de poder político es a menudo agresiva (coerción), y su efectividad mayor en tanto que un agente político lo impone sobre otro de menor capacidad militar o económica. Es usado en contraste con el término poder blando (Soft power), que se refiere a aquel con origen en la diplomacia, la cultura, y la historia.
Según Joseph Nye el poder duro implica «la capacidad de usar palos y zanahorias (carrots and sticks) de poder económico y militar para que otros acaten tu voluntad». Aquí las «zanahorias» equivalen a incentivos como la reducción de las barreras comerciales, la oferta de alianzas o la promesa de protección militar. En cambio, los «palos» representan amenazas como el uso de diplomacia coercitiva, la amenaza de intervención militar o la implementación de sanciones económicas.
Ernest Wilson describe el poder duro como la capacidad de obligar a una entidad «a actuar de una forma en que de otra manera no lo habría hecho».

## Historia
Mientras que la existencia del poder duro tiene una larga historia, el propio término fue acuñado al tiempo que Joseph Nye elucidó el poder blando como una forma nueva y diferente de poder en la política exterior de un Estado soberano. De acuerdo con la escuela realista en la teoría de las relaciones internacionales, el poder está ligado a la posesión de ciertos recursos tangibles, tales como población, territorio, recursos naturales, fuerza económica y militar, entre otros. El poder duro describe así la capacidad de un Estado o agente político de utilizar incentivos económicos o fuerza militar para influenciar el comportamiento de otros actores.
Esto incluye un amplio rango de políticas coercitivas: diplomacia coercitiva, sanciones económicas, acción militar, alianzas militares disuasorias o para la defensa mutua, etc. Así el poder duro puede ser utilizado para establecer o cambiar la hegemonía política o el equilibrio de poder. Si bien el término se refiere por lo general a la diplomacia, puede utilizarse también para describir formas de negociación que impliquen presiones o amenazas como influencia.

### Realismo político
El poder se puede definir como la capacidad que tienen los sujetos de la sociedad internacional de lograr sus propósitos internos y externos, y la facultad de imponer su voluntad a los demás para que faciliten y contribuyan a su cumplimiento.
El realismo político constituye el paradigma doctrinal hegemónico en la disciplina de las relaciones internacionales. Tuvo como principal inspirador al teólogo y moralista protestante Reinhold Niebuhr. Esta teoría tiene una relación muy estrecha con el poder duro, ya que este poder, es como se vería el poder descrito por los realistas. Entronca con una corriente del pensamiento político occidental que desde Maquiavelo ha extendido, con notable éxito, una concepción racionalista y amoral del ejercicio del poder como fundamento último de una forma históricamente particular de organización política: el Estado moderno.
El interés supremo de los Estados es la búsqueda, el aumento o el mantenimiento de su poder. La política es y será siempre una lucha entre los diferentes egos por la dominación y el poder: esta visión teológico-psicológica de Niebuhr es la que hizo que el poder se convirtiera en el concepto clave para la comprensión de la lucha entre las naciones.
Es una forma de mantener o recuperar el poder de un Estado, el ejercicio del poder internacional contiene, intrínsecamente, un alto grado de inestabilidad. La inestabilidad se manifiesta en la dificultad o incapacidad para mantener inalteradas ciertas relaciones de poder a lo largo del tiempo. El estado debe de tener, la autonomía de poder hacia el exterior que ostenta una sociedad existente desde el momento mismo en que es capaz de ejercer un cierto poder social de un modo directo y sin mediación en alguna parcela de las relaciones internacionales.
Es, en esta forma de mantener o recuperar el poder que se puede hacer el uso del poder duro, que se define por la capacidad nacional de presionar o inducir a otra nación a adoptar un determinado curso de acción. Ello puede ser implementado por el poder militar, que podríamos asimilar a diplomacia coercitiva, guerra, y/o alianzas. Se usa la amenaza de la fuerza con el objetivo de coartar, intimidar, o proteger. El poder económico puede ser usado alternativamente, como medio de ayuda, o para sobornar, o para sancionar.
El poder se encuentra fuertemente descentralizado o disperso, esto provoca que sea inestable, a pesar de eso la existencia de unas relaciones de poder internacionales genera un orden jerárquico entre los miembros de la sociedad internacional, esto es posible porque, las sociedades de poder en el mundo internacional nacen de, y se desarrollan entre, grupos humanos y/o sociedades que constituyen directamente los auténticos protagonistas de la sociedad internacional.

## Ejemplos
Los dos mejores ejemplos de uso del poder duro que podrían mencionarse son: la invasión estadounidense del año 2003 a Irak
Intervención militar rusa en la guerra civil siria y el control que una superpotencia como los Estados Unidos y Rusia pueden ejercer sobre la mayor parte del mundo. Sus conocidos potenciales militares les permite forzar a otras naciones del mundo a adherirse a sus exigencias.